# Поркарі
Поркарі (італ. Porcari) — муніципалітет в Італії, у регіоні Тоскана,  провінція Лукка.
Поркарі розташоване на відстані близько 270 км на північний захід від Рима, 55 км на захід від Флоренції, 9 км на схід від Лукки.
Населення — 8881 особа (2014).

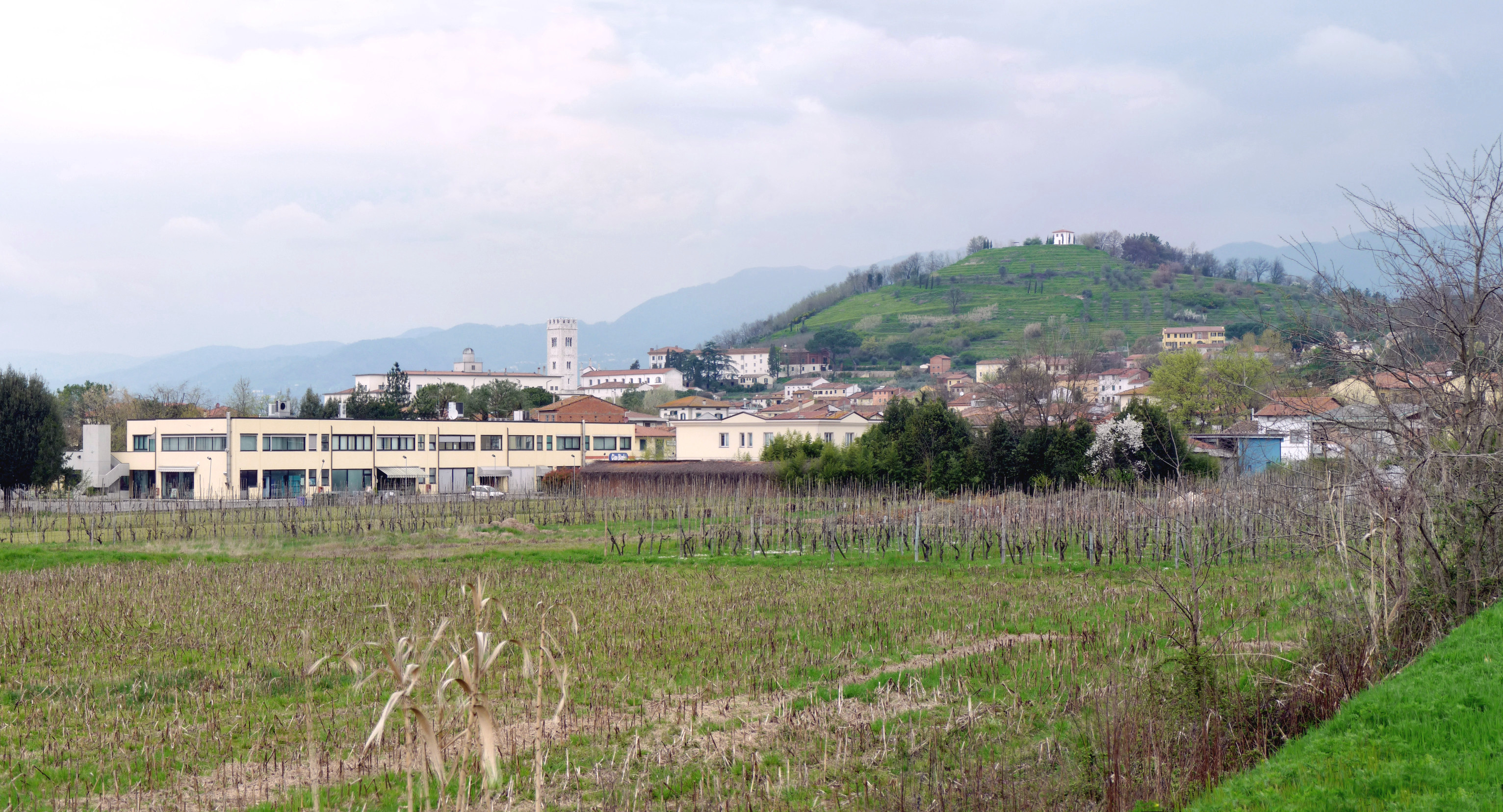

Щорічний фестиваль відбувається у понеділок після Дня Святої Трійці. Покровитель — San Giusto.

## Демографія
Населення за роками:

Станом на 1 січня 2023 року в муніципалітеті офіційно проживали 983 іноземці з 47 країн, серед них 197 громадян країн Євросоюзу та 10 громадян України.

## Сусідні муніципалітети
- Альтопашіо
- Капаннорі
- Монте-Карло